# Министерство экологии и природных ресурсов Казахстана
Министерство экологии и природных ресурсов Казахстана (каз. Қазақстан Республикасының Экология және табиғи ресурстар министрлігі / Qazaqstan Respublikasynyñ Ekologia jäne tabiği resurstar ministrlıgı) — центральный исполнительный орган Республики Казахстан, осуществляющий руководство и межотраслевую координацию по вопросам реализации государственной политики в области охраны окружающей среды и природопользования и обеспечения экологически устойчивого развития общества.

## История
В течение всего времени существования ведомство меняло название и некоторые функции.
1990 год. Указом Президента Казахской ССР от 20 декабря 1990 года «О реорганизации органов государственного управления в Казахской ССР» образован Государственный комитет Казахской ССР по экологии и природопользованию на базе упраздненного Государственного комитета Казахской ССР по охране природы.
1992 год. Создано Министерство экологии и биоресурсов Республики Казахстан путём объединения Государственного комитета Республики Казахстан по экологии и природопользованию и Министерства лесного хозяйства Республики Казахстан.
1997 год. Указом Президента Республики Казахстан от 10 октября 1997 года № 3655 «О мерах по дальнейшему повышению эффективности Государственного управления в Республике Казахстан» образовано Министерство экологии и природных ресурсов Республики Казахстан с передачей ему функций, полномочий по управлению имуществом и делами упраздняемого Министерства экологии и биоресурсов Республики Казахстан, а также части функций, полномочий по управлению имуществом и делами упраздняемого Министерства энергетики и природных ресурсов Республики Казахстан.
1999 год. Указом Президента Республики Казахстан от 22 января 1999 года № 6 «О структуре Правительства Республики Казахстан» образовано Министерство природных ресурсов и охраны окружающей среды Республики Казахстан с передачей функций в сфере лесного, рыбного и охотничьего хозяйства, водных ресурсов, за исключением функций мелиорации, ирригации и дренажа. 
2002 год. Указом Президента Республики Казахстан от 28 августа 2002 года № 931 «О мерах по дальнейшему совершенствованию системы государственного управления Республики Казахстан» реорганизовано Министерство природных ресурсов и охраны окружающей среды Республики Казахстан путём его преобразования в Министерство охраны окружающей среды Республики Казахстан с передачей Министерству сельского хозяйства Республики Казахстан функций и полномочий в области управления водными ресурсами, лесным, рыбным и охотничьим хозяйством.
2007 год. Принят Экологический кодекс. В результате часть полномочий Министерства охраны окружающей среды была передана местным исполнительным органам. В частности, были переданы полномочия по проведению государственной экологической экспертизы для ряда объектов хозяйственной деятельности. Постановлением правительства Республики Казахстан от 8 декабря 2007 года № 1201 «Вопросы Министерства охраны окружающей среды Республики Казахстан» были реорганизованы территориальные органы Министерства охраны окружающей среды. Произошло их укрупнение путём слияния. Комитет природоохранного контроля Министерства охраны окружающей среды Республики Казахстан был реорганизован в Комитет экологического регулирования и контроля.
Государственные учреждения – территориальные органы Министерства охраны окружающей среды – были реорганизованы в государственные учреждения – территориальные органы Комитета экологического регулирования и контроля Министерства охраны окружающей среды.
2013 год. Министерство охраны окружающей среды Республики Казахстан преобразован в Министерство окружающей среды и водных ресурсов Республики Казахстан в 31 октября 2013 с передачей ему функций и полномочий по формированию и реализации государственной политики в области:
1) подачи воды до водопользователей или их объединений и ее отвода в целях гидромелиорации земель от Министерства сельского хозяйства Республики Казахстан;
2)  рационального и комплексного использования подземных вод, за исключением геологического изучения недр в части подземных вод, от Министерства индустрии и новых технологий Республики Казахстан..
6 августа 2014 года в связи с реструктуризацией министерств Республики Казахстан. Министерство окружающей среды и водных ресурсов было ликвидировано. Его функции перешли к новосозданному министерству энергетики, частично Министерству сельского хозяйства.
В 2019 году воссоздано как Министерство экологии, геологии и природных ресурсов Казахстана

## Структура
На 2025 год:
- Комитет лесного хозяйства и животного мира
- Комитет экологического регулирования и контроля

- Департамент экологической политики
- Департамент управления отходами
- Департамент климатической политики
- Департамент внутреннего аудита
- Департамент международного сотрудничества
- Департамент цифровой трансформации
- Департамент административной работы
- Департамент кадровой работы
- Департамент управления государственными активами и бюджетной политики
- Департамент стратегического планирования и анализа
- Департамент юридической службы

## Министры
| № | Ф.И.О.                | Дата начала и окончания работы на посту | Название должности                                                                                                   | Фото |
|   | Анатолий Дубицкий     | 28 июня 1991 года -                     | Председатель Государственного комитета Казахской ССР по экологии и природопользованию                                |      |
|   | С. Медведев           | (1992—1995)                             | Министр экологии и биоресурсов Республики Казахстан                                                                  |      |
| 1 | Николай Баев          | октябрь, 1995 — октябрь, 1997           | Министр экологии и биоресурсов Республики Казахстан                                                                  |      |
| 2 | Серикбек Даукеев      | 1997 — 22 декабря, 2000                 | Министр природных ресурсов и охраны окружающей среды Казахстана Министр экологии и природных ресурсов Казахстана     |      |
| 3 | Андарь Шукпутов       | 22 декабря, 2000 — август, 2002         | Министр природных ресурсов и охраны окружающей среды Республики Казахстан                                            |      |
| 4 | Айткуль Самакова      | август, 2002 — январь, 2006             | Министр охраны окружающей среды Республики Казахстан                                                                 |      |
| 5 | Камалтин Мухамеджанов | 19 января, 2006 — 28 марта, 2006        | Министр охраны окружающей среды Республики Казахстан                                                                 |      |
| 6 | Нурлан Искаков        | 3 апреля, 2006 — 4 марта, 2009          | Министр охраны окружающей среды Республики Казахстан                                                                 |      |
| 7 | Нургали Ашим          | 4 марта, 2009 — 14 января 2012          | Министр охраны окружающей среды Республики Казахстан                                                                 |      |
| 8 | Нурлан Каппаров       | 20 января 2012 — 6 августа 2014         | Министр охраны окружающей среды Республики Казахстан Министр окружающей среды и водных ресурсов Республики Казахстан |      |